# BT Group
BT Group plc, marca comercial BT, es una empresa de servicios de telecomunicaciones multinacional británica, con sede en Londres, Reino Unido.
Es una de las empresas de servicios de telecomunicaciones más grandes del mundo y opera en más de 170 países. A través de su división BT Global Services es un proveedor mayor de servicios de telecomunicaciones a clientes corporativos y gubernamentales en todo el mundo. Su división BT Retail es uno de los mayores proveedores de telefonía, banda ancha y servicios de televisión de suscripción en el Reino Unido, con más de 18 millones de clientes.

## Historia
El Post Office, el servicio de correo estatal del Reino Unido, comenzó a gestionar las redes de teléfonos en 1878. En 1912 se estatizó la National Telephone Company, estableciendo el monopolio estatal en casi todo el territorio.
En 1969, el Post Office se convirtió de un departamento de gobierno a una empresa estatal. En 1981, la gestión de las redes de teléfonos se separaron del Post Office en una empresa nueva, British Telecommunications. En 1984, se conformó la empresa privada British Telecommunications plc, y la mayoría absoluta de las acciones se emitieron al mercado, quedando el resto en propiedad de la empresa estatal. Al mismo tiempo, se eliminó el monopolio estatal, creándose la empresa Mercury. En 1991, el gobierno redujo su participación al 21,8% y en 1993 la empresa se privatizó por completo.
En 1985 se creó la empresa de telefonía móvil Cellnet, producto de una alianza de BT (60%) y Securicor (40%). BT compró la totalidad de la empresa en 1999. BT también estableció redes de telefonía celular en Irlanda, Alemania y Países Bajos. La división móvil se escindió de BT y se convirtió en O2 en 2002. Telefónica compró a O2 en 2006. BT retornó al mercado de telefonía móvil en 2015 al lanzar un operador virtual con la red EE, y luego compró dicha empresa en 2016.
En 2006, BT lanzó el servicio de televisión por suscripción BT Vision, luego BT TV, que utiliza la tecnología IPTV. En 2013, BT compró la filial británica de ESPN, tras lo cual lanzó los canales de televisión de deportes BT Sport.